# Rodolfo Bodipo
Rodolfo Bodipo (n. 25 octombrie, 1977) este un fotbalist ecuatoguineean născut în Spania care a jucat pentru clubul de fotbal FC Vaslui pe postul de atacant, retras din activitate din 2013.